# 姜林和
姜林和（1942年12月—），安徽歙县人。全国劳动模范、国家级中青年有突出贡献的专家、高级工艺美术师，曾任中国文房四宝协会副会长，是第七届、第八届全国人大代表，第十一届农工民主党中央委员。现任中国美术家协会会员，中央文史馆书画院研究员，安徽文史馆馆员，黄山市美术家协会名誉主席，黄山市书画院顾问，黄山市中国研究院院长。

## 生平
姜林和未接受过专业教育。他出身贫寒，曾摆过馄饨摊，在机械厂当过工人。后来，他去了歙县徽墨厂。在徽墨厂的工作给予了他观看其他画家们作画的机会。后来他辞去了厂长，选择职业画家的道路。
姜林和以山水画、花鸟画（尤其是牡丹）知名。曾在中国美术馆和合肥、南京、杭州等地举办过个人画展，并先后赴日本、新加坡、美国举办画展和艺术讲座。作品多次获奖并被中南海、人民大会堂和北京荣宝斋等单位收藏。

## 画作

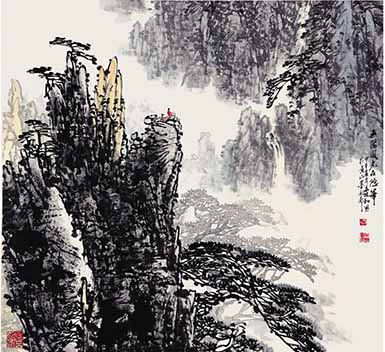
黄山山水画
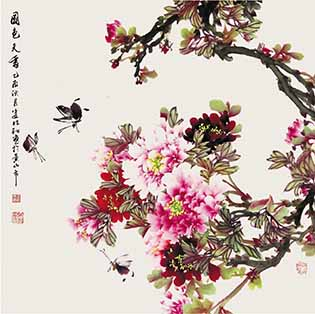
花鸟画